# Chantal Picault
Pour les articles homonymes, voir Picault.
Chantal Picault est une réalisatrice française. 

## Biographie
Après avoir étudié à l’École Supérieure des Arts Décoratifs à Nice, elle réalise deux courts métrages Pour la vie (Chef-opérateur Henri Alekan, 1981), Les arcanes du jeu (1982) puis devient première assistante, notamment de Jean Marbœuf. 
Elle est également artiste peintre.

## Filmographie

### Réalisatrice
Cinéma
- 1987 : Accroche-cœur

Télévision
- 2007 : Une histoire à ma fille, téléfilm - Prix CIVIS 2008[1]
- 2002 - 2003 : Louis Page - réal. de 2 épisodes : Un enfant en danger (2003) et Prisonniers du silence (2002)
- 2000 : La Pierre à marier, téléfilm
- 1999 : L'Instit (série télévisée) - réal. de l'épisode : Juliette et Roméo
- 1999 : La Route à l'envers, téléfilm
- 1999 : La Femme de plume, téléfilm
- 1996 : Le Vent de l'oubli, téléfilm
- 1993 : La Lettre inachevée, téléfilm
- 1992 : Terre brûlée, téléfilm

### Assistante à la réalisation
- 1979 : Et la tendresse ? Bordel ! de Patrick Schulmann (assistante réal.)
- 1978 : Genre masculin de Jean Marbœuf (1re assistante réal.)